# ヤーバッハ祭壇画
『ヤーバッハ祭壇画』（ヤーバッハさいだんが、独: Jabach-Altar、英: Jabach Altarpiece）は、ドイツ・ルネサンス期の巨匠アルブレヒト・デューラーが1503–1504年ごろに制作した菩提樹板上の油彩画で、元来、三連祭壇画であった。作品名は、17世紀末からの所有者であったエバーハルト・ヤーバッハにちなむものである。18世紀末には一家の家族礼拝堂に掛けられていたが、その後、解体され、様々な場所に分散した。現在残っている右翼外面パネル (96×54 cm) はケルンのヴァルラフ・リヒャルツ美術館に、左翼外面パネル (96×51 cm) はフランクフルトのシュテーデル美術館に所蔵されている。また、現在、ミュンヘンのアルテ・ピナコテークにある金地の背景を持つ『使徒たち』も、元の祭壇画と関連付けられており、左右の内面パネルであったと見られている。

## 歴史
祭壇画はおそらく、フリードリヒ3世 (ザクセン選帝侯) によりヴィッテンベルクにあった彼の城の礼拝堂のために委嘱された。1503年にペストが収束した折のことであったと思われる。
祭壇画の再構成については、議論がなされている。ウフィツィ美術館にある『東方三博士の礼拝』が中央パネルであったと見なす美術史家もいたが、現在、その説は否定されている。また、中央パネルの位置には一群の彫像があったとする美術史家もいた。左翼パネル内面に聖母マリアの父ヨアキムと夫聖ヨセフが描かれていることから、失われた中央パネルの主題は「聖アンナと聖母子」だったのではないかとする説もある。

## 概要
左右両翼外面の2点は、いったん閉じられると1つの像を形成する。事実、2点は共通の背景を持ち、ヨブの妻の服は右側のパネルにも連続して描かれているのである。
左側のパネルは、ヨブを描いている。彼は、サタンにより最も過酷な災難に遭っても神への忠誠を保てるか試された後、絶望した表情で腰かけている。こうした災難により、散乱した彼の服が右側のパネルに描かれ、彼の財産は左側のパネルの端で火事により燃えている。さらに、彼の皮膚は腫物に覆われているが、これは、疫病の収束のための奉納品として発注された作品にはふさわしいものであった。ルネサンス期の服装をしているヨブの妻が彼の頭上に汚水をかけていて、後景では小さな悪魔が逃げ去っている。　
右側のパネルは2人の音楽師を描いている。太鼓を持っている右側の人物は、おそらくデューラーの自画像である。2人が描かれている意味は解明されていない。ヨブをさらに嘲弄するために登場しているか、音楽により彼を慰めようとするために登場しているのであろう。後者の説を取れば、聖書偽典『ヨブ記』に記されている「妻と楽師に慰められるヨブ」が主題であると思われる。